# كنز تل أسمر

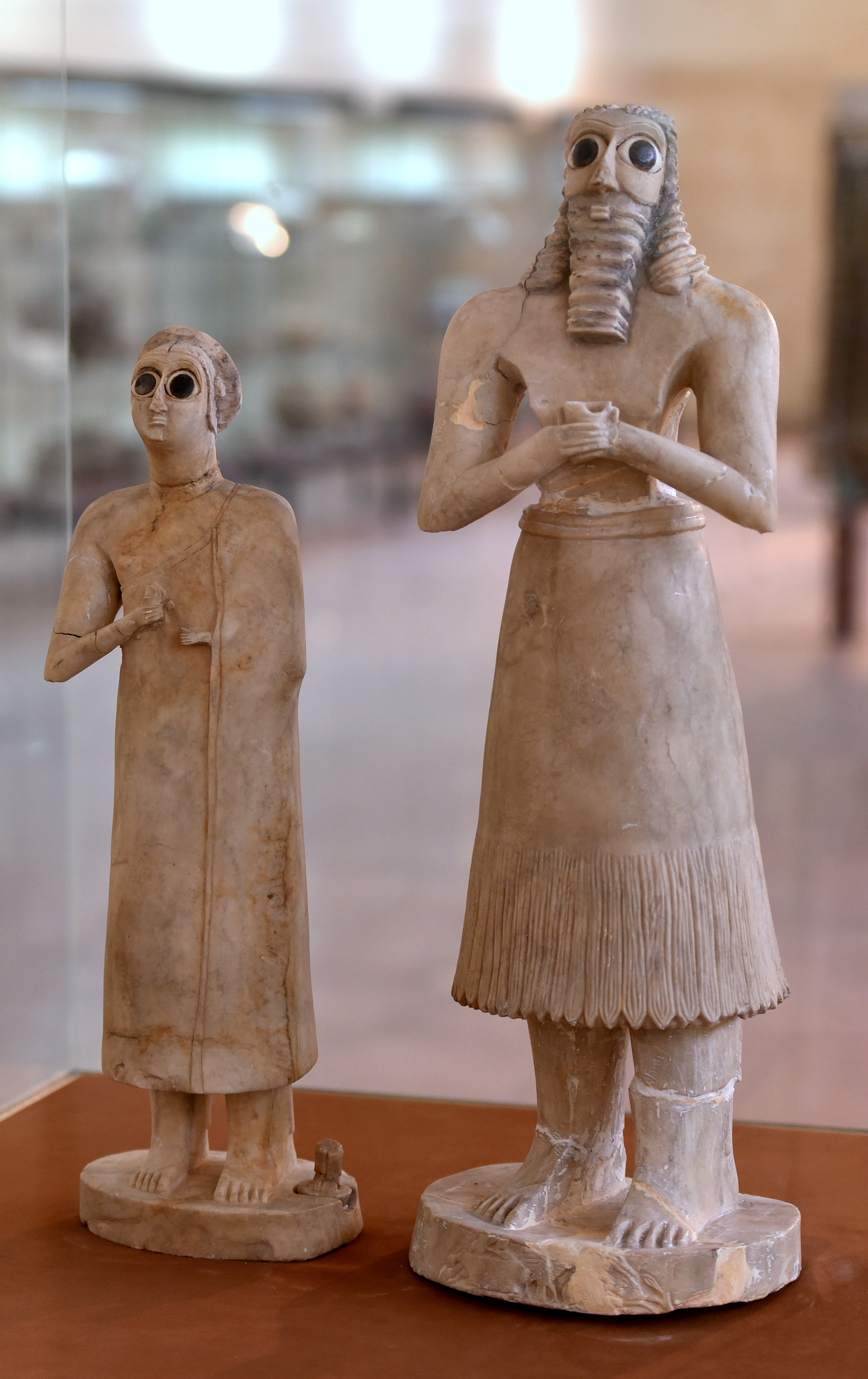
تمثالان سومريان, من المجموعة التي وجدت في تل اسمر, المتحف العراقي, بغداد

كنز تل أسمر وهو عبارة عن مجموعة من التماثيل والنصب التاريخية التي عثر عليها في محافظة ديالى في شرق العراق (تابعة إلى الأسرات الأولى والثانية، منذ حوالي 2900-2550 قبل الميلاد)، ففي عام 1933 عثر على هذه التماثيل في موقع مملكة إشنونة والمعروفة حديثًا باسم تل أسمر وعلى الرغم من الاكتشافات المتلاحقة في هذا الموقع وغيره في جميع أنحاء منطقة بلاد ما بين النهرين، إلا أن هذه الآثار ظلت المثال الواضح على النمط المجرد لنحت معابد الأسرات الأولى (2900 قبل الميلاد - 2350 قبل الميلاد).

## الاكتشاف
في أواخر عقد العشرينيات من القرن العشرين، كان تجار الآثار في بغداد يسعون للحصول على كميات كبيرة من التحف النادرة العالية الجودة من الصحراء الموجودة شرق نهر ديالى، إلى الشمال مباشرة من التقائه مع نهر دجلة. وفي عام 1929، حصل معهد الدراسات الشرقية في جامعة شيكاغو على امتياز للتنقيب في هذه المنطقة. ودعى جيمس هنري برستد (1865–1935)، مؤسس المعهد، عالم الآثار الهولندي هنري فرانكفورت (1897–1954) لقيادة الحملة. وبين عامي 1930 و1937 قاد فرانكفورت وفريقه عمليات تنقيب أفقية ورأسية على أربعة تلال: خفاجة وتل أسمر (أشنونة القديمة) وتل العقارب وإشجالي. وكشفوا عن وجود معابد وقصور ومبان إدارية ومنازل يتراوح تاريخها من حوالي عام 3100 إلى 1750 قبل الميلاد. وقد عززت المئات من القطع الأثرية التي تم استعادتها من تحت أنقاض هذه الهياكل المدنية القديمة فهم تاريخ فترة الأسرات الأولى بشكل كبير.
وتعد التماثيل الإثني عشر من بين الأشياء المعروفة جيدًا والمحفوطة جيدًا والمعروفة مجتمعة باسم كنز تل أسمر. ولقد عثر على هذا الكنز خلال موسم التنقيب 1933-1934 في تل أسمر تحت أرضية معبد مخصص للإله أبو. وكانت التماثيل متجمعة ومحفوظة بعناية في تجويف مستطيل بجوار مذبح في المعبد. ويشير وضعهم بهذا الحرص على دفنهم عمدًا. ومع ذلك، ظل السبب وراء دفنهم وماهية الشخص (الأشخاص) المسؤولين عن فعل ذلك أمرًا مجهولاً. ويقترح فرانكفورت، الذي كتب كثيرًا عن الموضوع، أن أحد الكهنة قام بشكل دوري بدفن التماثيل القديمة أو المتضررة بشدة من أجل إفساح مجال في المعبد لتماثيل بديلة.

## التماثيل

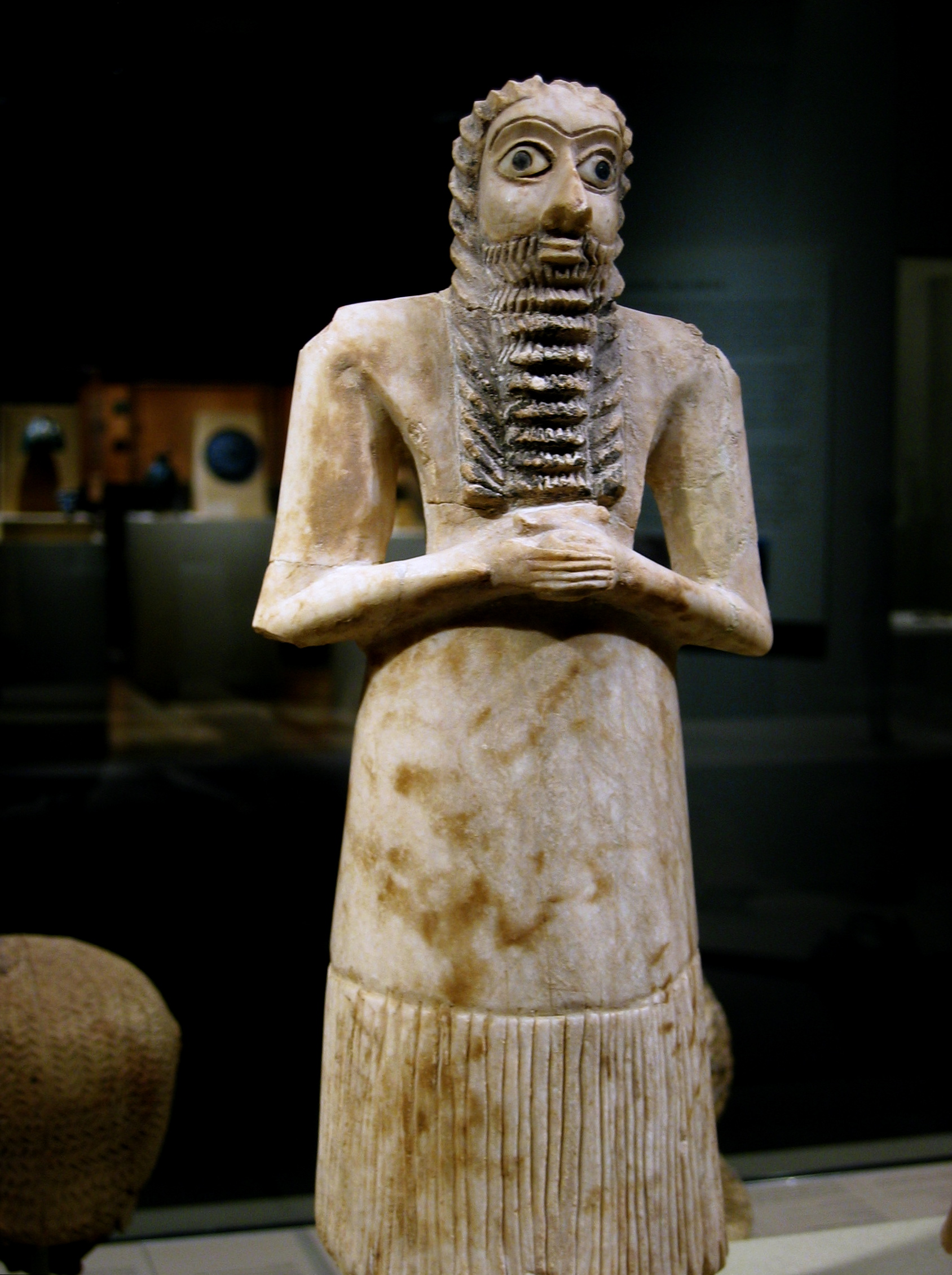
أحد التماثيل التي وجدت في مستوطنة كنز تل أسمر الأثري 2750-2600 قبل الميلاد

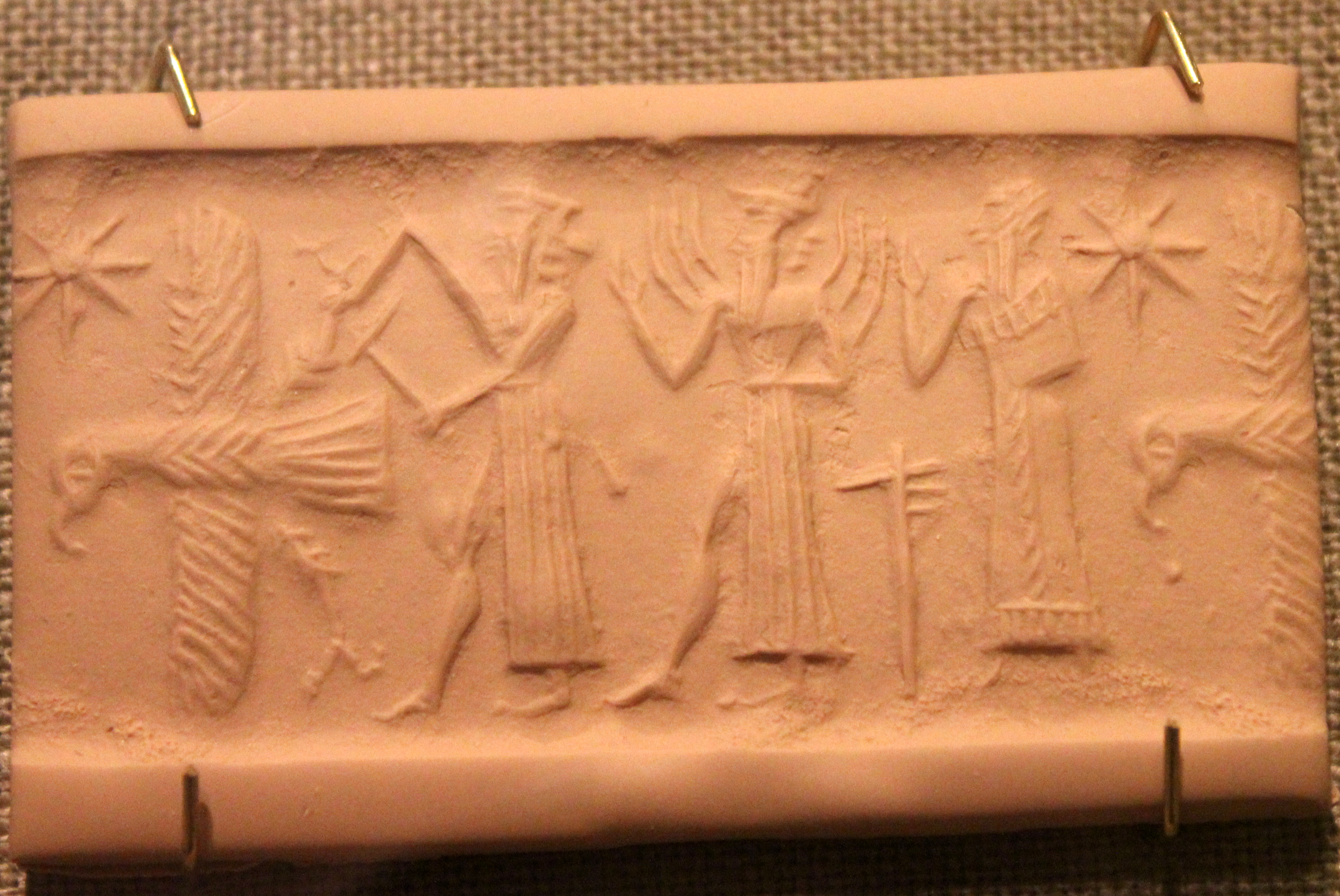
إحدى القطع الأثرية التي وجدت في تل أسمر

يتراوح طول التماثيل في كنز تل أسمر الأثري بين 21 سم (8.2 بوصات) و72 سم (28.3 بوصة). ومن بين التماثيل الإثني عشر، يوجد 10 تماثيل لرجال وتمثالين لإناث. وقد صُنعت ثمانية منها من الجبس واثنان من الحجر الجيري وواحد (الأصغر) من المرمر. وكانت جميع التماثيل في وضع الوقوف، ما عدا واحد كان في وضع الركوع. وقد تم استخدام قواعد دائرية رفيعة كدعامات ووفرت الأقدام الكبيرة المتخذة شكل الإسفين للتماثيل الأكبر قوة تحمل إضافية. وكان الذكور يرتدون التنانير بحواشي منقوشة تغطي القسم الأوسط والفخدين. وقد أحاطت أكتافهم العريضة والسميكة وأذرعهم الدائرية بصدورهم العارية، التي كانت مغطاة بشكل جزئي بشعر أسود صغير. وكان جميع الذكور، باستثناء واحد أصلع ولحيته نظيفة، لديهم شعور طويلة مقسمة إلى نصفين متماثلين تحيط بأسطح خدودهم وجبينهم الناعمة. وكانت العيون الكبيرة، والتي كانت بلا شك أكثر ميزة لفتت الأنظار وموجودة في جميع التماثيل، مصنوعة من مادة مطعمة من الصدف الأبيض والحجر الجيري الأسود؛ وكان بؤبؤ عين أحد التماثيل من اللازورد. وقد تم تثبيت هذه المواد في الرأس بواسطة القار، الذي كان يستخدم أيضًا كصباغ لإعطاء اللحية والشعر لونه الأسود المميز. وكان الشعر والملابس يعكسان الأنماط السومرية لفترة الأسرات الأولى.
وعثر على هذا الكنز في معبد للإله أبو، وهو إله الخصوبة في الشرق الأدنى القديم. وتشير الأدلة المتوفرة من أنقاض الأسرات الأولى في خفاجة أنه ربما رتبت التماثيل على جدران حرم المعبد إما على الأرض أو مقعد منخفض من الطين قبل دفنها. وتم نقش اسم رسالة توسلية شخصية على ظهر وأسفل بعض التماثيل، في حين تقول الرسائل الأخرى «الشخص الذي يقدم الصلوات». هذه النقوش تشير إلى أن التماثيل عملت كبديل للمصلين الذكور والإناث الذي كانوا يرغبون في ترك صلواتهم مع الإله. وفي الألفية الثالثة قبل الميلاد، اعتمد ثمن التمثال النذري على حجمه بشكل كبير وربما على الأحجار التي استخدمت في صنعه.
جادل فرانكفورت أن أكبر شخصية في الكنز ليست دمية لأحد المصلين البشر، ولكنها تمثيل للإله الراعي أبو. ويلفت الانتباه لعدد من الميزات التي تمثل هذا التمثال بشكل خاص بصرف النظر عن البقية، وتشمل هذه الميزات: الحجم وصورة العيون الكبيرة بشكل غير طبيعي وخاصة بؤبؤي العين والنحت الرمزي لنسر ذي أجنحة ممدودة يحيط به اثنان من الماعز الجبلي ممدان وهذا النحت منحوتًا على القاعدة.

## معرض صور

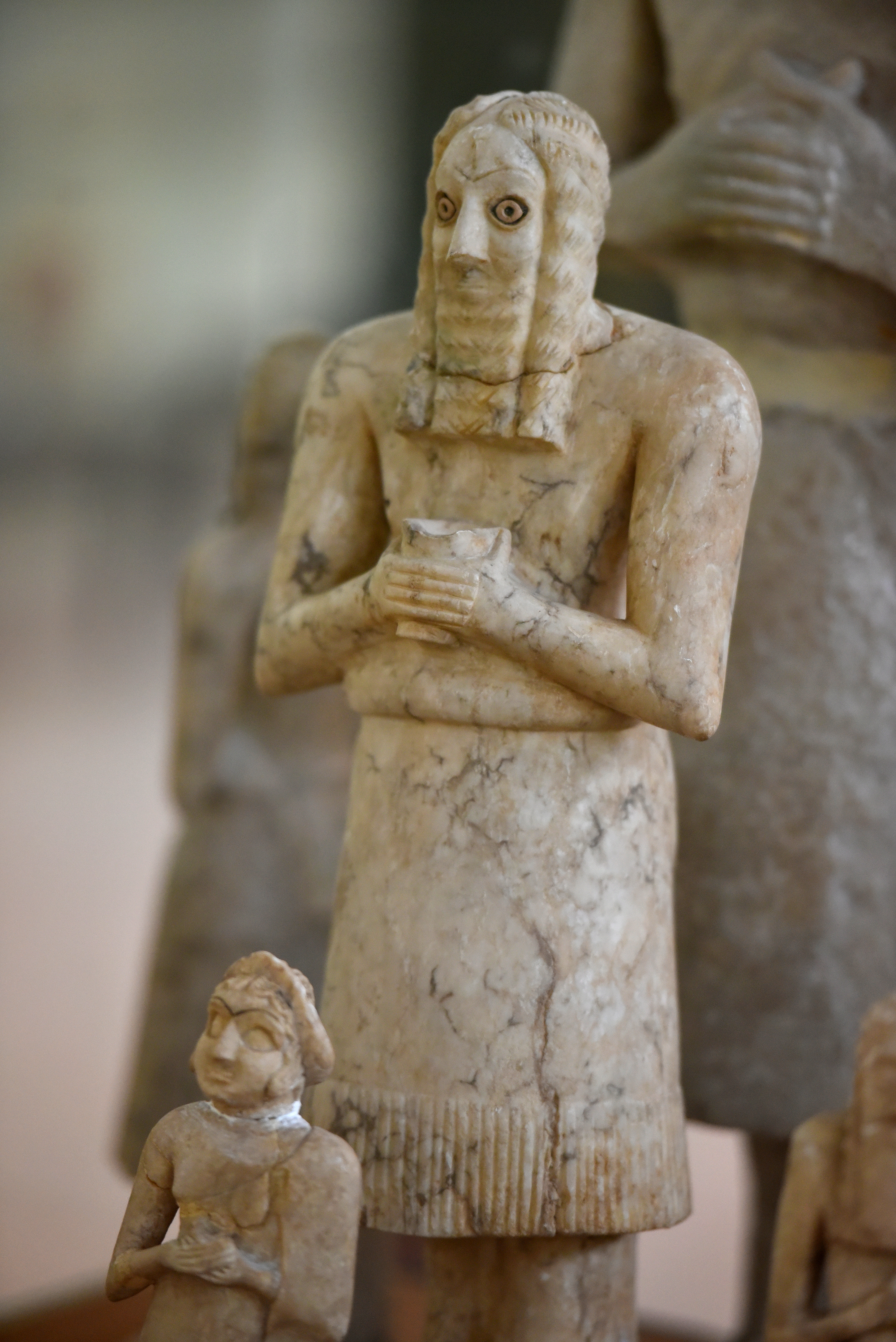
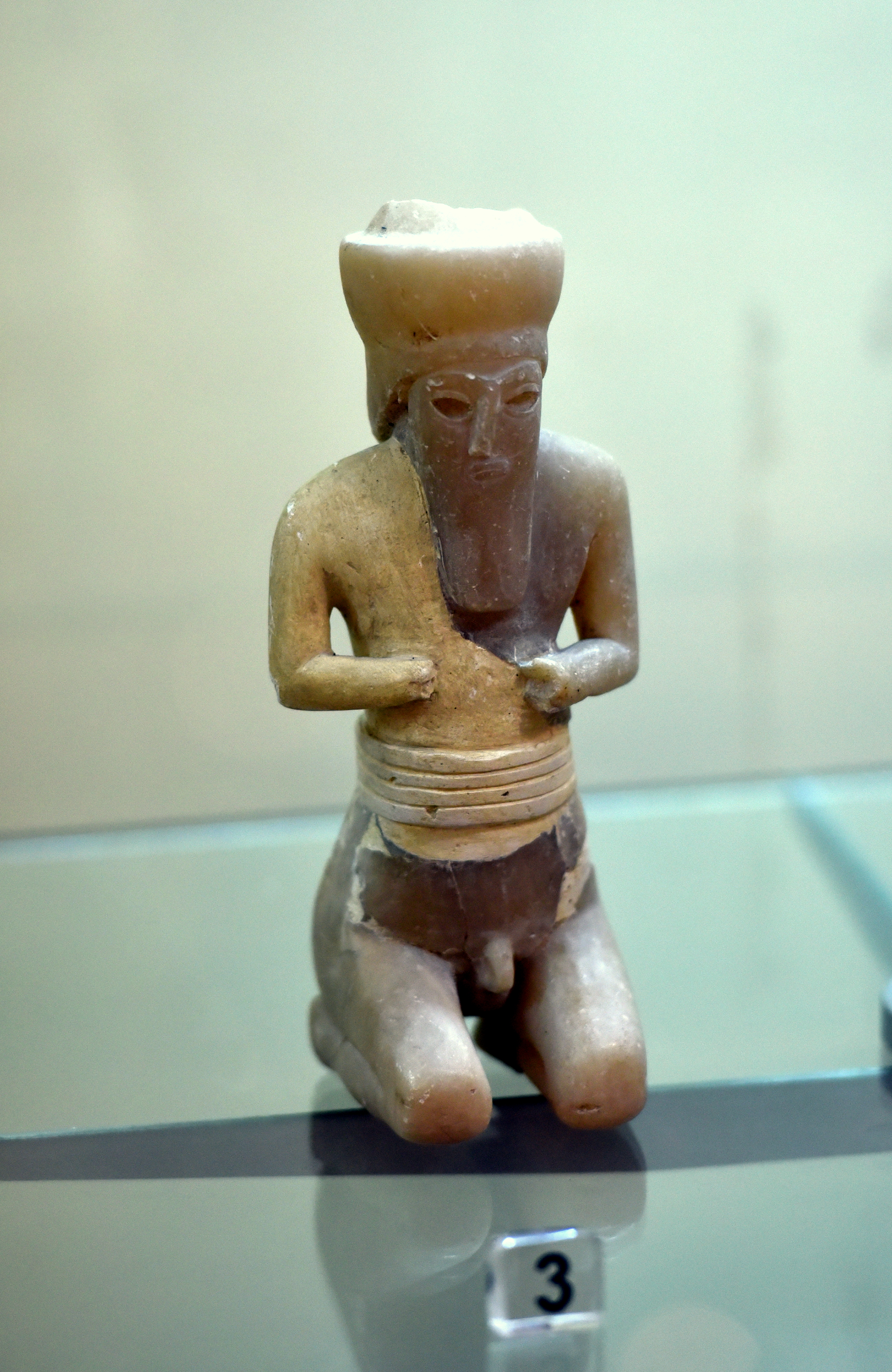
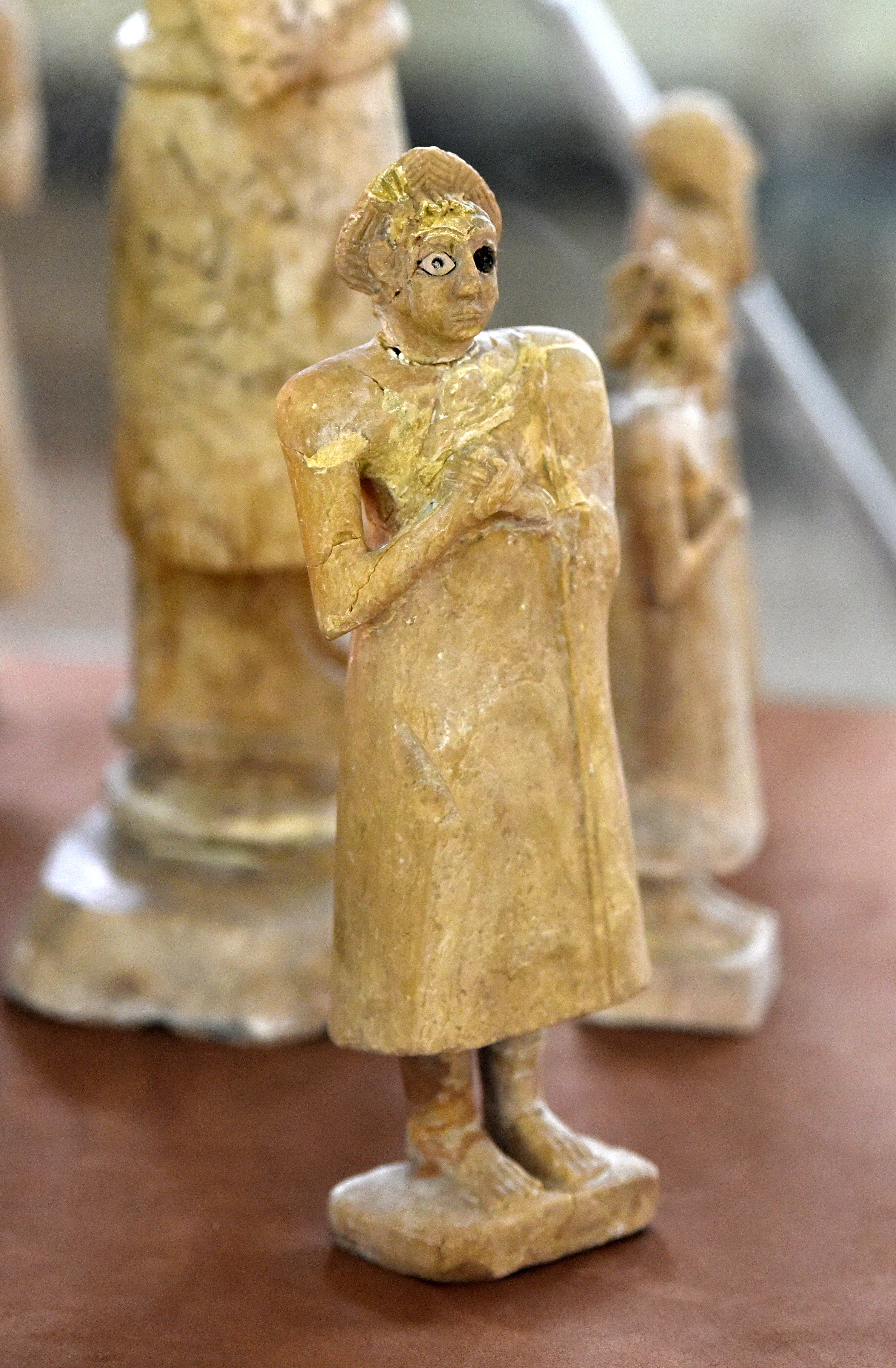
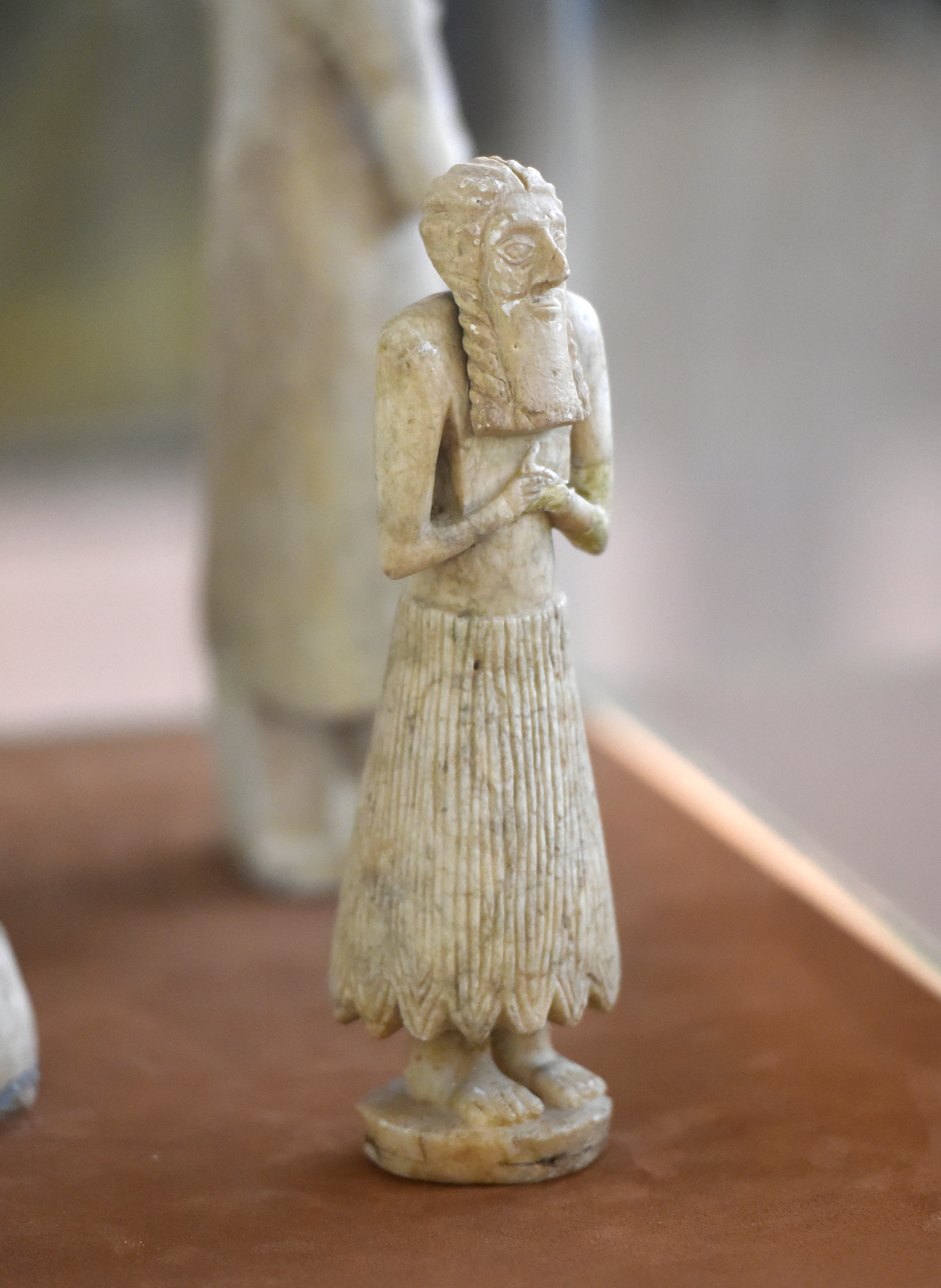
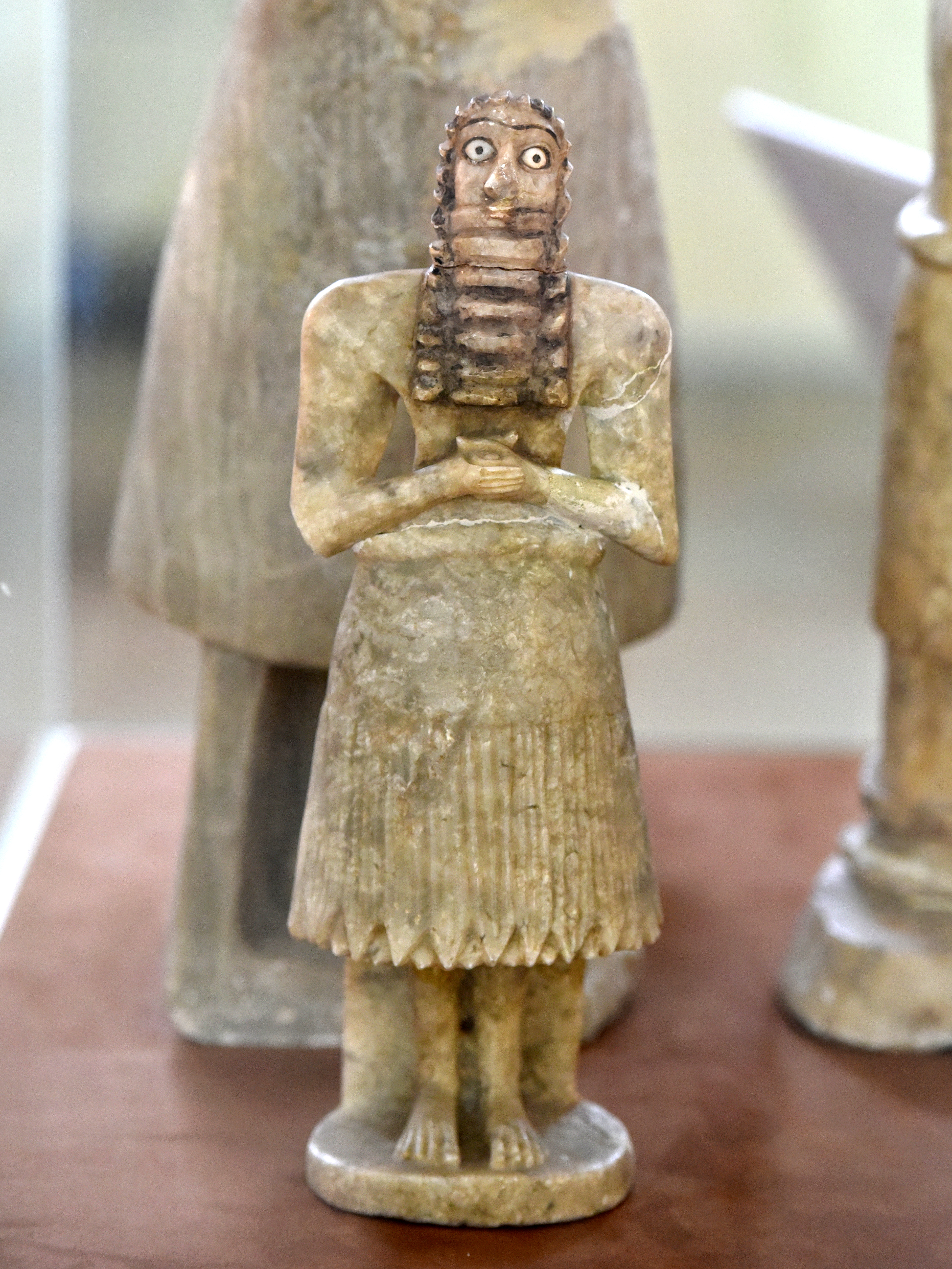

## قائمة المصادر
- Evans, Jean. 2012. The Lives Of Sumerian Sculpture: An Archaeology of the Early Dynastic Temple. Chicago: University of Chicago.
- Evans, Jean. 2007. The Square Temple at Tell Asmar and the Construction of Early Dynastic Mesopotamia, ca. 2900-2350 B.C.E. American Journal of Archaeoogy 4: 599-632.
- Frankfort, Henri. 1939. Sculpture of the 3rd Millenium B.C. from Tell Asmar and Khafajah. The University of Chicago, Oriental Institute Publications 60. Chicago.
- 1943. More Sculpture from the Diyala Region. The University of Chicago, Oriental Institute Publications 60. Chicago.
- Jacobsen, Thorkild, “God or Worshipper.” In Essays in Ancient Civilization Presented to Helene J. Kantor, edited by A. Leonard Jr. and B.B. Williams, p 125-30. Chicago. 1989.